# Griselinia littoralis
Griselinia littoralis là một loài thực vật có hoa trong họ Griseliniaceae. Loài này được (Raoul) Raoul mô tả khoa học đầu tiên năm 1846.